# 125
125 рік — невисокосний рік, що почався в понеділок за григоріанським календарем.
Римська імперія •  Парфянське царство •  Кушанське царство •  Східна Хань •  Сармати

## Геополітична ситуація

Римська імперія станом на 125 рік

Римську імперію очолює імператор Адріан (до 138). Імперія  займає Апеннінський, Піренейський та Балканський півострови, Галлію, частину Британії, Близький Схід, Північну Африку включно з Єгиптом. 
Наймогутніша держава центральної Азії — Парфянське царство. Наймогутніша держава Індостану — Кушанське царство. Династія Хань править у Китаї.  Корейський півострів ділять між собою Три корейські держави. 
Триває докласичний період цивілізації мая.
На території майбутньої України, в степах Причорномор'я, кочують сармати, північніше — племена Черняхівської культури.

## Події

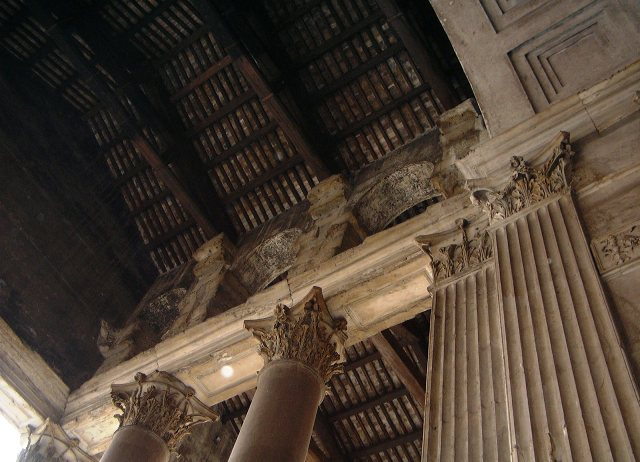
Деталь Пантеону, відновленого за наказом Адріана

### Римська імперія
- Римськими консулами були Марк Лолій Паулін та Децим Валерій Азіатік Сатурнін. Консули-суфекти — Марк Акценна Вер та Публій Луцій Косконіан.
- У січні-лютому римський імператор Адріан відвідував Мантінею, Тегею, Спарту, а також, можливо, Коринф та Олімпію[1].
- У березні Адріан взяв участь у Діонісіях в Афінах, наказав розпочати роботи з відновлення Храму Зевса Олімпійського, спорудити новий акведук з гори Парніта та закласти Бібліотеку Адріана (завершену 132 року). Він також відвідав Беотію та Дельфи, зокрема Дельфійського оракула[1].
- У травні Адріан морем вирушв до Сицилії, де здійснив сходження на вулкан Етна[1].
- У серпні-вересні Адріан перебував у  Тіволі на Віллі Адріана, яка стала основною заміською резиденцією[1].
- Римський легіон II «Траяна Фортіс» переведено до Александрії.
- У Римі закінчено відновлення Пантеону.
- Закінчився понтифікат  Сикста I, його змінив Телесфор (до 136).
- Згідно з Плінієм нашестя сарани призвело до голодної смерті 800 тисяч осіб у римських колоніях Киренаїка та Нумідія.[2]

### Азія
- Почалося правління Канішки в Кушанській імперії (дата приблизна).
- Гаутаміпутра Сатакарні Сатавахана розширив державу Сатавагана на весь центральний Індостан.
- Придушено повстання цянів (народу в передгір'ї Тибету).
- Полководець Бань Юн знову перебрався через Тяньшань і підкорив Західне Чеши.
- Династію Хань очолив імператор Лю І, а після його смерті імператор Лю Бао.
- Китайський винахідник Чжан Хен сконструював гідравлічний привід для обертання армілярної сфери.

## Народились
- Апулей (дата приблизна) — римський письменник.
- Полікрат Ефеський (дата приблизна) — митрополит в місті Ефес.
- Лукіан (за іншими даними 120) — давньогрецький письменник, сатирик, вільнодумець.

## Померли
- Плутарх (за іншими даними — 120) — давньогрецький письменник, історик і філософ-мораліст.
- Ань-ді — імператор Китаю з 106 по 125 рік.